# 970 TCN
970 TCN là một năm trong lịch La Mã.